# Флагшток
Флагшто́к (от нидерл. vlagge-stock) — металлическая, деревянная или пластиковая вертикальная стойка (шест, шток, стержень, древко), на которой поднимают флаг или флажок, также окончание мачты, верхняя часть самой верхней стеньги с клотиком (головкой).
Верхний конец всякого вертикального рангоутного дерева, например флагштока — топ, на который крепят клотик или клот. Иногда флагшток снабжён механизмом для более удобного поднятия флага. В этом случае флаг крепится к верёвке и при помощи простейшего блока поднимается на верхнюю точку флагштока к клоту, при этом сам поднимающий избавлен от необходимости подниматься наверх.
На 2024 год самый высокий флагшток в мире находится в Азербайджане, Баку.

## История
Ранее на Руси шест со стягом (флагом) или со значком (флажком) назывался чупру́нный шест.
1 сентября 2010 года в Баку был открыт флагшток высотой 162 метра, на котором расположен флаг Азербайджана. После восстановительных работ в 2024 году, высота флагштока поднялась до 191 метра.
30 августа 2011 года в Душанбе состоялось открытие флагштока, высота которого составляет 165 метров, на котором был размещён флаг Таджикистана. Мероприятие было приурочено к 20-летию независимости Республики Таджикистан, которое отмечалось 9 сентября 2011 года.
До 2010 года самым высоким в мире флагштоком был Главный флаг Туркменистана в Ашхабаде высотой 133 метра. Некоторое время самым высоким в мире был 170-метровый флагшток в городе Джидда в Саудовской Аравии, возведённый в 2014 году; тогдашний рекорд был зафиксирован Книгой рекордов Гиннесса и продержался до 2021 года, когда был возведён флагшток в новой столице Египта высотой более 200 метров.
В России также были свои рекорды высоты флагштоков. Так, самые высокие в мире парные флагштоки установлены в Грозном перед резиденцией главы Чечни 7 октября 2018 года. Высота каждого из флагштоков составляет 73,5 метра, на них развеваются флаги России и Чечни. Недолго самым высоким в России флагштоком с государственным флагом РФ был 100-метровый флагшток, установленный на Николаевской сопке 28 декабря 2022 года в Красноярске, и ныне флагшток в Красноярске является высочайшим за Уралом; размеры флага ― 33 на 22 метра. Таким образом был побит рекорд Благовещенска, где ранее был установлен флагшток высотой 75 метров. А самым высоким флагштоком в России вообще до 2023 года являлся флагшток у стадиона «Газпром Арена» на Крестовском острове, но там закреплён флаг футбольного клуба футбольного клуба «Зенит». 
17 июня 2023 года в Санкт-Петербурге в парке имени 300-летия Санкт-Петербурга были открыты сразу 3 флагштока высотой 175 метров каждый. На них расположены 3 исторических флага России: флаг Российской империи (чёрно-жёлто-белый флаг), флаг СССР и, собственно, флаг РФ. Ныне эти три флагштока являются вторыми по высоте в мире после флагштока в Египте и первыми по высоте в Европе.

## Виды и типы
Существуют следующие основные виды и типы флагштоков:
- корабельный (судовые):
  - гюйсовый (гю́йс-шток[13], носовой[14]) — флагшток на бушприте или форштевне (носовая часть корабля) для поднятия гюйса;
  - кормовой[15] — флагшток на корме корабля.
- крепостной — флагшток для поднятия кейзер-флага, устанавливается на одном из центральных укреплений[16].
- дворцовый — флагшток для поднятия императорского штандарта.

## Рекордные флагштоки
| Название / Место                                                      | Город                                 | Государство       | Высота (м) | Год возведения | Площадь флага (м²) | Ширина флага (м) | Длина флага (м) | Масса флага (кг) | Изображение                            |
| --------------------------------------------------------------------- | ------------------------------------- | ----------------- | ---------- | -------------- | ------------------ | ---------------- | --------------- | ---------------- | -------------------------------------- |
| Центральный парк города                                               | Новая столица Египта                  | Египет            | 202        | 2021           | 3750               | 50               | 75              | 800              |                                        |
| Площадь государственного флага                                        | Баку                                  | Азербайджан       | 191        | 2010           | 2450               | 36               | 72              | 500              |                                        |
| Парк имени 300-летия Санкт-Петербурга                                 | Санкт-Петербург                       | Россия            | 175        | 2023           | 2400               | 40               | 60              | 500              |                                        |
| Площадь Хранителя двух святынь                                        | Джидда                                | Саудовская Аравия | 170        | 2014           | 1633,5             | 33               | 49,5            | 570              |                                        |
| Площадь государственного флага                                        | Душанбе                               | Таджикистан       | 165        | 2011           | 1800               | 30               | 60              | 420              |                                        |
| Деревня у Демилитаризованной зоны                                     | Киджондон                             | КНДР              | 160        | 1980-е         |                    |                  |                 | 270              |                                        |
| Главный флаг Туркменистана                                            | Ашхабад                               | Туркменистан      | 133        | 2008           | 1837,5             | 35               | 52,5            | 420              |                                        |
| Акабский флагшток                                                     | Акаба                                 | Иордания          | 130        | 2004           | 1800               | 30               | 60              |                  |                                        |
| Рагаданский флагшток                                                  | Амман                                 | Иордания          | 126,8      | 2003           | 1800               | 30               | 60              |                  |                                        |
|                                                                       | Абу-Даби                              | ОАЭ               | 122        | 2001           | 800                | 20               | 40              |                  |                                        |
| Площадь Государственных символов                                      | Астана                                | Казахстан         | 111        | 2009           | 450                | 15               | 30              |                  |                                        |
| Флагшток на Крестовском острове                                       | Санкт-Петербург                       | Россия            | 105        | 2021           | 600                | 30               | 20              | 100              |                                        |
| Стела с государственным флагом Украины                                | Харьков                               | Украина           | 102        | 2021           | 337.5              | 22,5             | 15              |                  | Стела с государственным флагом Украины |
| Флагшток на Николаевской сопке                                        | Красноярск                            | Россия            | 100        | 2022           |                    | 22               | 33              | 84               |                                        |
| Государственный флаг Туркменистана                                    | Аваза                                 | Туркменистан      | 100        | 2013           | 600                | 20               | 30              |                  |                                        |
|                                                                       | Даесон-дон                            | Республика Корея  | 98,4       | 1980-е         |                    |                  |                 | 130              |                                        |
| Мердека                                                               | Куала-Лумпур                          | Малайзия          | 95         | 1989           |                    |                  |                 |                  |                                        |
| Музей истории Украины во Второй мировой войне                         | Киев                                  | Украина           | 89,2       | 2020           | 384                | 24               | 16              |                  |                                        |
| Парк Юбилейный                                                        | Краматорск                            | Украина           | 80         | 2021           |                    | 16               | 24              |                  |                                        |
|                                                                       | Бишкек                                | Кыргызстан        | 100        | 2024           | 337,5              | 15               | 22,5            | 50               |                                        |
| Набережная города Благовещенск                                        | Благовещенск                          | Россия            | 75         | 2020           | 415                | 25               | 16,6            | 39               |                                        |
| Площадь перед резиденцией Главы Чечни                                 | Грозный                               | Россия            | 73,5       | 2018           | 150                |                  |                 |                  |                                        |
| Соборная площадь                                                      | Днепр                                 | Украина           | 72         | 2018           | 216                | 12               | 18              | 23               |                                        |
| Площадь Государственного флага Республики Беларуси                    | Минск                                 | Беларусь          | 70         | 2013           | 98                 | 7                | 14              | 25               |                                        |
| Площадь Государственного флага Республики Узбекистан                  | Ургенч                                | Узбекистан        | 66         | 2017           |                    |                  |                 |                  |                                        |
| Площадь Дружбы народов                                                | Ташкент                               | Узбекистан        | 65         | 2018           |                    |                  |                 |                  |                                        |
| Парк «Патриот»                                                        | Московская область                    | Россия            | 60         | 2015           | 396                | 18               | 22              |                  |                                        |
| Дамба AB                                                              | Рига                                  | Латвия            | 60         | 2017           | 200                | 10               | 20              |                  |                                        |
| Центральная набережная Волгограда                                     | Волгоград                             | Россия            | 50         | 2017           |                    |                  |                 |                  |                                        |
| Флагшток в Парке Победы                                               | Казань                                | Россия            | 50         | 2019           |                    |                  |                 |                  |                                        |
| Набережная реки Томь                                                  | Томск                                 | Россия            | 50         | 2017           |                    |                  |                 |                  |                                        |
| Парк на площади 60 лет Октября, с. Большая Глушица, Самарская область | с. Большая Глушица, Самарская область | Россия            | 35         | 2017           |                    | 3                | 10              |                  | Фоторепортаж                           |